# Cyphocallipus excavatus
Cyphocallipus excavatus är en mångfotingart som beskrevs av Karl Wilhelm Verhoeff 1909. Cyphocallipus excavatus ingår i släktet Cyphocallipus och familjen Dorypetalidae. Inga underarter finns listade i Catalogue of Life.